# 京承高速道路
京承高速道路（京承高速公路, Jīngchéng Gāosù Gōnglù）は、中華人民共和国の高速道路。制限速度は80-120km/hで、現在全長133kmの有料道路である。
また酸棗嶺橋から司馬台間はの一部である。

## インターチェンジなど
記号: IC= インターチェンジ; JCT = ジャンクション; TG= 料金所；SA= サービスエリア
- 太陽宮IC
- JCT(北京三環路とのジャンクション) (太陽宮橋)（高麗営方向のみ）
- 太陽宮IC
- 3:JCT(北京四環路とのジャンクション) 四元橋、安慧橋
- 4:望京科技園IC
- 5:JCT(北京五環路とのジャンクション) 八達嶺高速道路、首都空港高速公路 (来広営橋)
- TG: 京承路
- 黄港IC
- 6:燕丹IC後沙峪
- SA小湯山 (土溝) サービスエリア: 建設中
- 8:JCT(北京六環路とのジャンクション) 昌平区、順義区 (酸棗嶺橋)
- 高麗営IC